# Heart-break-circle
Heart-break-circle er en dansk eksperimentalfilm fra 1999, der er instrueret af Per Morten Abrahamsen og Tim Feldmann efter deres eget manuskript.

## Handling
Dansevideoen er et højdynamisk, evigt cirklende forløb hvor to danskere kæmper med kroppen og omgivelserne. Videoen er et eksperiment i bevægelse som billede - "umulige" kameravinkler, forvrængning, "kamera-kast", m.v. - optaget på ti cirkulære locations i København.